# Oelsnitz (Vogtland)
Oelsnitz (ufficialmente Oelsnitz/Vogtl., abbreviazione di Oelsnitz/Vogtland) è una città di 9 951 abitanti della Sassonia, in Germania.

Appartiene al circondario del Vogtland.
Oelsnitz possiede lo status di "Grande città circondariale" (Große Kreisstadt).

## Geografia antropica
Appartengono alla città di Oelsnitz/Vogtland le frazioni (Ortsteil) di Görnitz, Göswein, Hartmannsgrün, Magwitz, Oberhermsgrün, Planschwitz, Raasdorf, Taltitz e Unterhermsgrün.